# 马泰奥·桑托罗
马泰奥·桑托罗（義大利語：Matteo Santoro，2006年10月9日—），意大利男子跳水运动员，2022年世界游泳锦标赛混合双人3米跳板银牌得主、2023年欧洲运动会混合双人3米跳板金牌得主。